# コシンプ
コシンプは、樺太や北海道のアイヌ民話に伝わる精霊。地域によっては「コシンプウ」「コシンプイ」などともいう。
動物が人間の異性に懸想して憑くことをいい、北海道ではキツネなどの山林の動物のものをイワコシンプ（イワは山の意）、オホーツク海岸から樺太にかけてはアザラシなどの海の動物のものをルルコシンプという（ルルは波の意）。ルルコシンプは日本の本土でいう人魚のようなものともいう。姿を現す際には絶世の美女となって現れる。
人間に憑いて様々な悪事を働くといい、これらに憑かれると、どんな者でも何年かのうちに必ず死んでしまうともいう。アイヌの民俗では、人間の気が狂うのは他者に呪われたか妖魔が憑いたかのどちらかとされ、淫欲を司るパウチカムイとともに人間を狂気に陥れるものが、このコシンプとされている。ある伝説によれば、ルルコシンプに憑かれた女が良い声で「海へ来い、海へ来い」と誘う歌を歌うことがよくあり、潮の響きのような良い声であったが、呆気のように無表情だったという。
ただし、コシンプは好きな男のトゥレンペ（憑き神）になることもあり、そのときには善神として、憑いた男を良い運命へと導くという。